# Atrongajos
Atrongajos był tajemniczym ubogim pasterzem o nadzwyczajnej postawie i sile fizycznej, który w towarzystwie czterech równie silnych braci wszczął bunt w okresie chaosu politycznego po śmierci Heroda Wielkiego podczas tzw. wojny Warusa. Ostatecznie przywódców schwytali etnarcha Herod Archelaos i jego ludzie, a partyzancka wojna dobiegła końca.

### Opracowania
- Geza Vermes, Kto był kim w czasach Jezusa, Warszawa 2006, str. 55-56, ISBN 83-241-2481-0